# Carolin Strobl
Carolin Strobl (* 1978 in Gräfelfing) ist eine deutsche Psychologin. Sie ist Professorin und Leiterin der Fachrichtung Psychologische Methodenlehre, Evaluation und Statistik am Psychologischen Institut der Universität Zürich.

## Akademischer Werdegang
Carolin Strobl absolvierte 2002 ihr Diplomstudium in Psychologie an der Universität Regensburg. Von 2005 bis 2008 war sie als wissenschaftliche Mitarbeiterin am Institut für Statistik der Ludwig-Maximilians-Universität München (LMU) tätig. In diesem Zeitraum erlangte sie 2005 ihren Masterabschluss an der LMU und promovierte dort im Jahr 2008. Zwischen 2009 und 2011 übernahm sie die wissenschaftliche Koordination im Bereich Data Analysis, Modelling & Knowledge Discovery in Social Sciences, Economics and Humanities am Center for Empirical Studies. Im Jahr 2011 habilitierte sie sich ebenfalls an der LMU München.

## Arbeits- und Forschungsschwerpunkte
Carolin Strobl befasst sich mit Methodenlehre, Statistik und Diagnostik. Ihr Fokus liegt auf der Entwicklung und Anwendung statistischer Verfahren in der psychologischen Forschung sowie auf methodischen Ansätzen zur Test- und Diagnostikentwicklung.

## Mitgliedschaften
- Deutsche Gesellschaft für Psychologie (DGPs) Ethikkommission
- Deutsche Statistische Gesellschaft
- Gesellschaft für Klassifikation e.V.

## Auszeichnungen
- 2007 Bernd-Streitberg Preis, Deutsche Sektion der internationalen Biometrischen Gesellschaft für Nachwuchswissenschaftler
- 2009 Therese-von-Bayern Preis, Ludwig-Maximilians-Universität München für Nachwuchswissenschaftlerinnen

## Publikationen (Auswahl)
- mit Mirka Henninger, Yannick Rothacher und Rudolf Debelak: Simulationsstudien in R. Design und praktische Durchführung. Springer Berlin, Heidelberg 2024, ISBN 978-3-662-70560-5.
- mit Rudolf Debelak und Matthew D. Zeigenfuse: An Introduction to the Rasch Model with Examples in R. Routledge, London 2022, ISBN 978-1-138-71046-7.
- Das Rasch-Modell: Eine verständliche Einführung für Studium und Praxis. Rainer Hampp Verlag, Augsburg 2015, ISBN 978-3-95710-050-4.